# 贾林·所罗门
贾林·所罗门（英語：Jarrin Solomon，1986年1月11日—），特立尼达和多巴哥男子田径运动员，2012年夏季奥运会男子4×400米接力铜牌得主、2015年世界田径锦标赛男子4×400米接力银牌得主、2017年世界田径锦标赛男子4×400米接力金牌得主。